# Komenda Wojewódzka Straży Granicznej w Białymstoku
Komenda Wojewódzka Straży Granicznej w Białymstoku – organ dowodzenia Straży Granicznej w II Rzeczypospolitej w latach 1922–1923.

## Formowanie i zmiany organizacyjne
Wykonując postanowienia uchwały Rady Ministrów z 23 maja 1922 roku o powołaniu Straży Granicznej, Minister Spraw Wewnętrznych z dniem 1 września 1922 wprowadził w formacji nową organizację wewnętrzną. Ostatecznie nazwę „Baony Celne” na „Straż Graniczną” zmieniono rozkazem Ministra Spraw Wewnętrznych z 9 listopada 1922 roku. Granicę wschodnią podzielono na odcinki wojewódzkie. Komendy wojewódzkie Straży Granicznej przyjęły nazwy województw. Komendant podlegał w sprawach służby granicznej wojewodzie, a pod względem dyscyplinarnym, administracyjnym i regulaminowym – głównemu komendantowi Straży Granicznej. Komendantom wojewódzkim za pośrednictwem komend powiatowych podlegały wszystkie bataliony Straży Granicznej stacjonujące w obrębie województwa.
Komenda Główna Straży Granicznej wyznaczyła z dniem 1 września 1922 roku obsadę personalną Komendy Wojewódzkiej Straży Granicznej w Białymstoku.
Zgodnie z rozkazem GK SG L.5893/tj. z 2 października 1922, z dniem 6 października 1922 komenda Wojewódzka SG przeniesiona została z Białegostoku do Grodna.
Komenda Wojewódzka Straży Granicznej „Białystok” z siedzibą w Grudnie została zlikwidowana 11 lipca 1923 po uprzednim protokolarnym przekazaniu granicy komendantowi okręgowemu Policji Państwowej w Białymstoku.

## Służba graniczna
W drugiej połowie 1922 Komendzie Wojewódzkiej SG „Białystok" z siedzibą w Grodnie podporządkowany został 27 szwadron kordonowej żandarmerii polowej rozmieszczony początkowo w Grodnie, a od listopada w Grandziczach. Szwadron wystawiał własne posterunki oraz prowadził rozpoznanie pogranicza za pomocą „płytkiego wywiadu”. Dodatkowym zadaniem realizowanym przez żandarmerię była kontrola żołnierzy Straży Granicznej podczas pełnienia służby granicznej.

## Kadra komendy wojewódzkiej
Stan na dzień 1 września 1922:
- komendant – płk rez. pow. do sł. cz. Antoni Jastrzębski
- zastępca komendanta – mjr Karol Baczyński
- oficer do specjalnych zleceń – ppor. Stefan Boratyński
- oficer ordynansowy – ppor. Stefan Pieńkowski

## Struktura organizacyjna
Dyslokacja według stanu na dzień 1 grudnia 1922
- Komenda wojewódzka w Białymstoku
  - Komenda Powiatowa Straży Granicznej w Sopoćkiniach
    - 10 batalion Straży Granicznej – Suwałki
    - 42 batalion Straży Granicznej – Sopoćkinie
    - 41 batalion Straży Granicznej – Druskienniki